# 吉本実憂
吉本 実憂（よしもと みゆ、1996年（平成8年）12月28日 - ）は、日本の女優、歌手。アイドルグループ・X21の元メンバー。愛称は、みゆ、よしもん。
福岡県北九州市出身。オスカープロモーション、ショートカットを経て、現在フリー。

## 略歴
幼少期は北九州市の南東、曽根干潟近くの住宅地で育つ。
先にチームに参加していた姉に憧れて小学校3年から小倉祇園太鼓に参加、高校では「祇園太鼓部」に入部、自分専用の太鼓のバチを所有するほど熱中していた。高校は福岡県立小倉商業高等学校から芸能活動に集中するため、上京し日出高等学校に入学。後に卒業。
2012年夏、第13回全日本国民的美少女コンテストにてグランプリを受賞し芸能界入り。本選大会の審査では倖田來未の「WIND」を披露した。初仕事は2012年9月の東京都内のラルフ・ローレンの直営旗艦店オープニングレセプションへのゲストとしての参加であった。
2013年1月には第13回全日本国民的美少女コンテストに出場したメンバーとともにガールズユニット「次世代ユニットX21」を結成し、リーダーに就任。グループとして活動する一方で、同年2月には第85回記念選抜高等学校野球大会で大会史上初の「センバツ応援イメージキャラクター」に起用された。 同8月にはヤマザキナビスコ「オレオ」のCMにてCM初出演。同11月には第11回クラリーノ美脚大賞をティーン部門にて受賞した。
2014年7月には読売テレビ『獣医さん、事件ですよ』でテレビドラマへ初出演し、女優としてデビューを果たす。また、NHK大河ドラマ『軍師官兵衛』に栄姫役で出演し、時代劇及び大河ドラマへの初出演を果たした。同年12月には映画初出演で初主演作品となる映画『ゆめはるか』が公開された。
2015年6月、E-ライン・ビューティフル大賞（日本成人矯正歯科学会）を受賞。
2017年3月30日、AKIBAカルチャーズ劇場でX21が行なう定期ライブ「NEXT FUTURE STAGE AKIBA」の第3回において、夏に発売される10枚目のシングルを最後にX21から卒業することを表明。9月17日に開催されたライブ「NEXT FUTURE STAGE GRADUATION SP」をもってグループを卒業。
2018年、10月5日「KitaQ首都圏PRアンバサダー2018」に就任。
2021年4月30日、所属していたオスカープロモーションを退社。同年5月8日、株式会社ショートカットへの移籍を発表する。
第30回日本映画批評家大賞授賞式で、新人女優賞（小森和子賞）を受賞。
2022年末をもって、株式会社ショートカットを退社し、フリーとなる。

## 人物・エピソード
幼少期は干潟で遊び、裸足で学校の校庭を駆け回っていた。
特技は先述の小倉祇園太鼓、趣味はダンスである。2人姉妹の次女。好きな食べ物はブドウである。子供の頃の夢は警察官。
2017年をもって閉園したテーマパーク「スペースワールド」（北九州市）のキャラクター、ラッキーのショーが好きで、頻繁に見に行っていた。
2018年公開の主演映画『レディ in ホワイト』では、役作りのために体重を5キロ増やした。
2020年1月から俳優でアクション監督の坂口拓に師事し、アクションを学んでいる。

## 出演

### テレビドラマ
- 獣医さん、事件ですよ（2014年7月3日 - 9月18日、読売テレビ・日本テレビ） - ヒロイン・柴日菜子 役[27][28]
- 大河ドラマ 軍師官兵衛 第46話 - 第50話（2014年11月16日 - 12月21日 、NHK） - 栄（黒田長政の継室） 役[29][30]
- アイムホーム（2015年4月16日 - 6月18日、テレビ朝日） - 小鳥遊優愛 役
- 表参道高校合唱部!（2015年7月17日 - 9月25日、TBS） - 谷優里亞 役[31]
- 5→9〜私に恋したお坊さん〜（2015年10月12日 - 12月14日、フジテレビ） - 足利香織 役[32]
- 時をかける少女（2016年7月9日 - 8月6日、日本テレビ） - ゾーイ / 相原央 役[33]
- ほんとにあった怖い話 夏の特別編2016「悪夢の絵馬」（2016年8月20日、フジテレビ） - 川田千鶴 役
- 連続テレビ小説 とと姉ちゃん 第148回 - 最終回（2016年9月22日 - 10月1日、NHK） - 水田たまき 役[34]
- 謎解きLIVE（NHK BSプレミアム） - 朝永日向 役
  - Episode2.4 謎解きLIVE「CATSと聖夜の殺人者」（2016年12月24日）
  - EPISODE2.5 謎解きLIVE「CATSと蘇ったモリアーティ」（2017年7月8日）
- クズの本懐 （2017年1月19日 - 4月6日、フジテレビ） - 主演・安楽岡花火 役
- マッサージ探偵ジョー 第2話（2017年4月15日、テレビ東京） - 尾山みどり 役
- ウチの夫は仕事ができない（2017年7月8日 - 9月16日、日本テレビ） - 渡瀬理緒 役[35]
- さくらの親子丼（2017年10月7日 - 11月25日、東海テレビ） - 二宮あざみ 役[36]
  - さくらの親子丼2 第1話・第2話（2018年12月1日・8日） - 二宮あざみ 役（回想）
- 合志義塾〜カタルパの樹がつなぐ明日〜（2017年10月29日、テレビ熊本） - 工藤ムツ 役
- 大江戸ロボコン（2017年11月27日 - 30日、NHK Eテレ） - ひさ 役[注 1][37]
- CDTVスペシャル! クリスマス音楽祭2017「好き」（2017年12月25日、TBS） - 主演[注 2][38]
- ぬけまいる〜女三人伊勢参り 第1話・第6話（2018年10月27日・12月8日、NHK総合） - みすず 役[39]
- ゼブラ（2019年2月22日 - 3月15日、CBCテレビ） - 主演・手塚奈央 役[40]
- プリンセス美智子さま物語 知られざる愛と苦悩の軌跡（2019年4月30日、フジテレビ） - 谷川桐子 役[注 3]
- 水戸黄門 第2シリーズ（2019年5月19日 - 8月11日、BS-TBS） - 吉姫 役[41]
- 警視庁・捜査一課長 season5 第1話（2021年4月8日、テレビ朝日） - 芦田香苗 役
- 当番弁護士 梶原藤子の事件ファイル（2021年10月4日、テレビ東京） - 矢代沙織 役
  - 当番弁護士2 梶原藤子の事件ファイル～鬼子母神の女～（2022年11月6日、テレビ東京） - 矢代沙織 役
- さすらい署長 風間昭平 15（2022年1月24日、テレビ東京） - 藤沢華 役[42]
- 1回表のウラ（2023年3月4日 - 25日、テレビ西日本） - ヒロイン・清美 役[43]
- 消せない「私」-復讐の連鎖-（2024年1月6日 - 3月30日、日本テレビ） - 海崎藍里 役[44]
- 買われた男 第4話（2024年5月9日、テレビ大阪） - 第4話ヒロイン・清水まりあ 役[45]
- パンドラの果実〜科学犯罪捜査ファイル〜  最終章SP（2024年6月16日、日本テレビ） - 奥田玲音 役[46]
- モンスター 第3話（2024年10月28日、関西テレビ・フジテレビ系） - 長岡茉由 役[47]
- 離婚弁護士 スパイダー〜慰謝料争奪編〜 第5話（2024年11月2日、日本テレビ） - 木村朱音 役[48]
- あのクズを殴ってやりたいんだ 第8話・第9話（2024年11月26日・12月3日、TBS）- 花本香奈 役
- それでも俺は、妻としたい（2025年1月12日 - 3月30日、テレビ大阪・BSテレビ東京） - みどり 役[49]
- キキミミメシ 福岡発「天神グルメ×妄想」新感覚ドラマ（2025年3月11日、テレビ西日本） - 聖良 役[50]
- 子宮恋愛（2025年4月11日 - 6月27日、読売テレビ） - 寄島みゆみ 役[51]

### その他テレビ番組
- 未来塾（2015年4月6日 - 2017年3月、NHK Eテレ） - 3代目ナレーション[注 4]
- 未来塾 in公開復興サポート（2017年度、NHK Eテレ） - ナレーション
- 和び旅 箱根（2017年11月4日 - 25日、日本テレビ） - 11月の旅人
- ○○発東京行き2018春〜まだまだドラマがありました〜（2018年4月30日、関西テレビ） - ナレーション[52]
- 関門海峡 動く青（2019年10月26日、NHK北九州） - ナレーション

### テレビアニメ
- クズの本懐（2017年2月16日、フジテレビ） - 本吉憂実 役[53][54]

### 映画
- ゆめはるか（2014年12月13日） - 主演・本田遥 役[14][55]
- 罪の余白（2015年10月3日） - ヒロイン・木場咲 役[56][57]
- HiGH&LOW THE RED RAIN（2016年10月8日） - ヒロイン・成瀬愛華 役[58]
- 紅い襷〜富岡製糸場物語〜（2017年12月2日） - 河原鶴 役[59]
- FireWorks[注 5]（2018年9月17日） - 楠心天 役
- レディ in ホワイト（2018年11月23日） - 主演・如月彩花 役[60][61]
- めんたいぴりり（2019年1月18日） - 花島先生 役[62]
- JK☆ROCK（2019年4月6日） - 藤堂麗華 役[63]
- 透子のセカイ（2020年2月28日長野県先行公開[注 6] / 2022年10月1日） - 主演・透子 役[64]
- 瞽女GOZE（2020年8月8日新潟県先行公開 / 2020年10月23日[注 7]） - 主演・小林ハル（成年） 役[65][注 8]
- 大コメ騒動（2021年1月8日） - ヒサ 役[71]
- あの時、長崎。（2022年5月14日・15日、長崎 / 5月27日 - 30日、東京） - 主演・あゆみ 役[72][73]
- 消えない虹（2022年9月3日）[74]
- 逃げきれた夢（2023年6月9日） - ヒロイン・平賀南 役[75]
- ダウンタウン・ユートピア（2023年11月3日） - 主演・ナオミ 役[76]
- シンペイ〜歌こそすべて（2025年1月10日） - 松井須磨子 役[77]
- 室町無頼（2025年1月17日） - お千 役[78]
- 劇場版 それでも俺は、妻としたい（2025年5月30日） - みどり 役[79]

### 舞台
- 三文オペラ（2018年1月23日 - 2月4日、KAAT神奈川芸術劇場 / 2月10日、札幌市教育文化会館） - ポリー 役[80]
- 告白（2022年1月18日 - 2月4日、浅草九劇）[81]
- 音楽朗読劇「星の王子さま Le Petit Prince 〜きみとぼく〜」（2023年1月28日、南青山 BAROOM） - 主演・王子 役[82]
- LIAR GAME murder mystery（2023年3月12日、飛行船シアター）[83]
- 演劇企画集団 Jr.5 第15回公演『明けない夜明け』（2023年7月14日 - 20日、東京芸術劇場 シアターウエスト） - 茉菜 役[84]
- Mystery Theater vol.2『スターライドオーダー2』（2024年12月29日、ブルースクエア四谷）[85]
- PARCO PRODUCE 2025 音楽劇『MONDAYS/このタイムループ、まだまだ終わらない!?』（2025年10月5日 - 27日〈予定〉、PARCO劇場 / 11月1日 - 3日〈予定〉、森ノ宮ピロティホール / 11月8日・9日〈予定〉、サントミューゼ 上田市交流文化芸術センター 大ホール）[86]

### 配信ドラマ
- クズの本懐（2017年1月19日 - 4月6日、FOD[注 9]） - 主演・安楽岡花火 役[87]
- グッドモーニング・コール our campus days 第8話（2017年9月22日、Netflix[注 10]） - 楠木蘭 役
- パンドラの果実〜科学犯罪捜査ファイル〜 Season2（2022年6月25日 - 7月30日、Hulu） - 奥田玲音 役[88]
  - パンドラの果実〜科学犯罪捜査ファイル〜 Season3（2024年6月16日 - 7月14日、Hulu）[46]

### 配信番組
- 恋愛ドラマな恋がしたい in NEW YORK（2022年11月13日 - 2023年1月29日、ABEMA）[89]

### ラジオ
- X21 吉本実憂の午前1時のシンデレラ（2013年4月5日 - 2014年3月28日、文化放送）
- X21 吉本実憂カラフルボックス（2013年4月6日 - 2016年9月24日、ラジオ日本）
- X21 吉本実憂と井頭愛海の美少女X2（2013年4月7日 - 2016年9月26日、ニッポン放送）
- X21 吉本実憂 午前4時のシンデレラ（2014年4月6日 - 2016年3月27日、文化放送）

### ラジオドラマ
- FMシアター（NHK-FM）
  - 「海を駆ける」（2018年5月19日） - 茜 役[90]
  - 「まなざし」（2020年1月25日） - 江里子 役[91]
  - 「コクハラ」（2023年4月8日） - 水島 役[92]
  - 「ある暗号兵の告白」（2024年6月29日） - 夕奈 役[93]
  - 「アシカを待つあした」（2024年7月20日） - ハル 役[94]
- ラジオシアター〜文学の扉（TBSラジオ）
  - 「月夜と眼鏡」（2019年4月28日）
  - 「負傷した線路と月」（2019年5月5日）
- 特集オーディオドラマ（NHKラジオ第1・NHK-FM）
  - 「遥かな旅 蝶の道」（2019年8月8日、NHKラジオ第1） - 瑠衣 役[95]
  - 「おやつのいくさ」（2020年8月12日、NHKラジオ第1 / 2020年8月15日・22日、NHK-FM） - 蛍 役[96]
- 青春アドベンチャー 「優しい死神の飼い方」（2022年7月11日 - 22日、NHK-FM） - 朝比奈菜穂 役[97]

### MV
- Hilcrhyme「涙の種、幸せの花」（2017年11月22日） - 二宮あざみ 役[98]
- マルシィ「幸せの花束を」（2022年12月25日）[99]
- indigo la End「夜凪 feat.にしな」（2025年1月17日）[100]

### CM
- ヤマザキビスケット
  - オレオ（2013年8月 - 2016年8月）[10]
  - エアリアル（2015年3月 - ）[101]
  - YBCスタンドパックシリーズ（2016年9月 - ）
- AOKI フレッシャーズ レディース（2016年2月 - 4月）[102][103]

### 広告
- 東京都青少年・治安対策本部 駅前放置自転車クリーンキャンペーン（2013年10月）
- 鈴乃屋 2015ふりそで新作コレクション（2013年12月）
- 福岡地所 キャナルシティ博多（2014年4月）[104][105]
- CONVERSE（2015年 - 2016年）
- 日本クレジット協会 クレジットカード啓発キャンペーン2016（2016年4月1日 - 6月30日）[106]
  - クレジットカード啓発キャンペーン2017（2017年4月1日 - 6月30日）[107]

### イベント
- 埼玉県川口市 第2回 川口宿 鳩ヶ谷宿 日光御成道まつり（2014年11月9日） - 栄 役[108]
- TGC KITAKYUSHU 2018 by TOKYO GIRLS COLLECTION（2018年10月6日、西日本総合展示場新館）
- ガラスの仮面展オープニングイベント（2017年8月）

## 受賞歴
- 2012年8月 「第13回全日本国民的美少女コンテスト」 グランプリ
- 2013年9月 「The Best of Beauty 2013」＜10代部門＞受賞
- 2013年11月 「第11回クラリーノ美脚大賞2013」＜10代部門＞受賞
- 2015年6月 「第19回Eライン・ビューティフル大賞」受賞
- 2020年6月 「第9回ニース国際映画祭」最優秀外国映画主演女優賞[109]
- 2021年5月 「第30回日本映画批評家大賞」新人女優賞受賞[110]
- 2021年12月 「ダイヤモンドスター国際映画祭アワード2021」審査員特別賞 最優秀女優賞受賞[111]
- 2024年1月 「第55回北九州市民文化賞」市民文化奨励賞[112]

## 書籍

### 写真集・カレンダー
- 国民的美少女2012 Labeaute（2012年12月10日、セブンネット）[113]
- 吉本実憂写真集（2013年4月24日、ワニブックス）ISBN 978-4847045431
- 吉本実憂 カレンダー 2014（2013年10月、ハゴロモ）
- 吉本実憂 カレンダー 2015（2014年10月、ハゴロモ）
- 吉本実憂 カレンダー 2016（2015年10月、ハゴロモ）
- 吉本実憂 カレンダー 2017（2016年10月29日、ハゴロモ）

### 雑誌
- Myojo（2014年 - ） - 連載
- MAMOR（2016年10月号、扶桑社） - 防衛省広報誌。座間基地の中央即応集団司令部を訪問し、陸上自衛隊の制服などを着て撮影、表紙と巻頭グラビアを飾る。